# Acompsosaurus
Acompsosaurus es un género extinto de aetosaurio. Es conocido a partir de un esqueleto parcial hallado en el Miembro Bosque Petrificado de la formación Chinle cerca de Fort Wingate, en Nuevo México, el cual está ahora perdido. El nombre del género significa "lagarto robusto." Puede que sea un sinónimo más moderno de Stagonolepis ya que su pelvis se parece bastante a la de la especie S. robertsoni.